# 深圳地铁南车浦镇A型电动列车
深圳地铁南车浦镇A型电动列车，是深圳地铁的一款载客列车，於深圳地鐵4號綫行走，列車由中车集团中车南京浦镇车辆有限公司製造。

## 沿革
4號綫于2004年至2010年间，由深圳地铁集团营运，使用和1號綫相同的MOVIA型电动车组（101、102、119、120及121編組，共五列）。2010年7月，4號綫交予港铁轨道交通(深圳)有限公司营运，但当时由于龙华车辆段尚未建成，仍使用原列车。
因应4號綫二期于2011年6月开通运营，港铁公司需增购车辆。2009年8月18日，南京浦鎮車輛取得4號綫28列列車合約訂單。列车的制动设备来自法维莱公司，牵引电机、牵引逆变器和辅助逆变器由ABB原设计（牵引电机由上海ABB高压电机代工生产，其余由广州神铁牵引设备代工生产），車門組件由南京康尼提供。2010年6月，首列列车以乙種運送方式交付，是深圳地鐵首次採用非甲種運送（由貨運機車牽引，並搭配守車，經由國鐵送抵深圳，再以平板車轉運）方式交付列車。
列车于2011年6月10日上线并营运至今。在运营初期，只有8列车投入服务，完全不能满足客流需求。但随着南车浦镇造车速度的提升，投入服务的车辆也迅速增加。2012年3月，首批订单的24列车已全部交付完毕。
为配合4号线三期的开通运营，港铁公司再向南京浦镇车辆订购24列、共144辆同款列车。这些列车除了车身改以焊接方式成型外，规格大致相同，首列（429编组）于2019年3月17-20日间，以陸送方式由南京送抵龙华车辆段，並於4月9日举行接车典礼。该批增购车於2020年8月1日首次正式上线载客，其牵引逆变器和辅助逆变器改用南京华士电子科技的产品（ABB技术来源），启动音与前两批列车有差别。

## 设计特点
列车为A型车规格，最高运行速度为80公里/小时。首批車輛以一动一拖为一组单元，二组单元构成4节编组，共计28列112辆。将来根据客流量需要，可以再扩编成三组单元的6节编组列车（已擴編），共计28列168辆。
本車並無一如港鐵公司由2001年起投入服務、在香港使用的多數列車般，採用三菱電機製牽引系統，而是改用ABB公司在廣州工廠生產的產品；这是ABB公司生產的牽引系統首次在中国大陆的地铁列车中大规模應用（而在第三批增購車中，牽引系統與其他列車相若，但由水冷式改為強迫風冷）。
本型列車採用由原廠（中車南京浦鎮車輛）研製之列車監察介面，但其設計與三菱電機為港鐵近畿川崎列車提供之「列車控制及管理系統」（TCMS）相似。
集電弓方面，則使用中車大同電力機車製DSA-100型單臂剪式普速集電弓（德國斯特曼公司授權生產），與港鐵一向使用的英國Brecknell Willis單臂普速集電弓不同。
内饰方面，列车中设有了多功能区，方便乘客摆放行李并乘靠。车辆内设有目前中国地铁车辆中最大的22寸LCD显示屏（與港鐵市區綫中國製列車、港鐵南港島綫中國製列車、港鐵市區綫願景列車、港鐵東鐵綫現代列車及港鐵中期翻新列車的港鐵車廂電視標準看齊，但屏幕由一個增至兩個）。设计座椅时，亦邀请不同年龄乘客试坐合适后才确定设计方案。列车采用全球最高等级的防火标准，在车头两端还设有坡道式逃生门，可以帮助乘客在紧急情况下疏散逃生。而窗户上也设计了紧急通风窗，可在紧急状态下通风，这是当时深圳地铁列车中首条全车拥有紧急通风窗的线路。另外，車內用色大致沿襲自港鐵中國製列車及港鐵近畿川崎列車，但油漆及地板用料明顯遠遜於前者，例如2015年改為6節編組後，扶手上的黃色塗料已消失。
另外，本車廣播格式與現行港鐵廣播格式基本相同（使用陳如茵聲帶；車站名稱不會像其他深圳地鐵路線般播出兩次，而廣東話聲帶使用口語），但關門時仍使用前香港地鐵的9次「嘟」聲，而非現行港鐵統一開關提示聲的18次。2020年随着4号线3期工程和6号线、10号线的开通，港铁（深圳）在更换新版广播的时候，也同时将關門提示音延長至關門後中止，嘟聲次數無特定限制（亦有说法指有30次嘟聲限制）；而普通話廣播則先於廣東話廣播；在到達終點站時，「請所有乘客落車」廣播則先於「多謝乘搭港鐵」廣播。另外在列车启动方面，与港铁相比则多了“请紧握扶手”广播。

## 列車編組
本型列車目前以六卡為一組，暫時未有調卡；而所有動力車卡均設集電弓。另外，跟港鐵列車一樣，本線列車行車時,车头亦有三位數字車序和运行终点站显示。
| 4XX1及4XX6駕駛室拖卡（4XX6擴編前稱4XX4車卡）             | O | X | X | 56 |
| 4XX2、4XX4及4XX5附集電弓動力車廂（4XX5擴編前稱4XX3車卡） | X | O | O | 84 |
| 4XX3拖卡                                                 | X | X | X | 28 |

### 编组列表
| ←往福田口岸 | 4号线列车组合（52列）         | 往牛湖→ |
|             |                               |         |
|             |                               |         |
|             | 4016-4015-4014-4013-4012-4011 |         |
|             | 4026-4025-4024-4023-4022-4021 |         |
|             | 4036-4035-4034-4033-4032-4031 |         |
|             | 4046-4045-4044-4043-4042-4041 |         |
|             | 4056-4055-4054-4053-4052-4051 |         |
|             | 4066-4065-4064-4063-4062-4061 |         |
|             | 4076-4075-4074-4073-4072-4071 |         |
|             | 4086-4085-4084-4083-4082-4081 |         |
|             | 4096-4095-4094-4093-4092-4091 |         |
|             | 4106-4105-4104-4103-4102-4101 |         |
|             | 4116-4115-4114-4113-4112-4111 |         |
|             | 4126-4125-4124-4123-4122-4121 |         |
|             | 4136-4135-4134-4133-4132-4131 |         |
|             | 4146-4145-4144-4143-4142-4141 |         |
|             | 4156-4155-4154-4153-4152-4151 |         |
|             | 4166-4165-4164-4163-4162-4161 |         |
|             | 4176-4175-4174-4173-4172-4171 |         |
|             | 4186-4185-4184-4183-4182-4181 |         |
|             | 4196-4195-4194-4193-4192-4191 |         |
|             | 4206-4205-4204-4203-4202-4201 |         |
|             | 4216-4215-4214-4213-4212-4211 |         |
|             | 4226-4225-4224-4223-4222-4221 |         |
|             | 4236-4235-4234-4233-4232-4231 |         |
|             | 4246-4245-4244-4243-4242-4241 |         |
|             | 4256-4255-4254-4253-4252-4251 |         |
|             | 4266-4265-4264-4263-4262-4261 |         |
|             | 4276-4275-4274-4273-4272-4271 |         |
|             | 4286-4285-4284-4283-4282-4281 |         |
|             | 4296-4295-4294-4293-4292-4291 |         |
|             | 4306-4305-4304-4303-4302-4301 |         |
|             | 4316-4315-4314-4313-4312-4311 |         |
|             | 4326-4325-4324-4323-4322-4321 |         |
|             | 4336-4335-4334-4333-4332-4331 |         |
|             | 4346-4345-4344-4343-4342-4341 |         |
|             | 4356-4355-4354-4353-4352-4351 |         |
|             | 4366-4365-4364-4363-4362-4361 |         |
|             | 4376-4375-4374-4373-4372-4371 |         |
|             | 4386-4385-4384-4383-4382-4381 |         |
|             | 4396-4395-4394-4393-4392-4391 |         |
|             | 4406-4405-4404-4403-4402-4401 |         |
|             | 4416-4415-4414-4413-4412-4411 |         |
|             | 4426-4425-4424-4423-4422-4421 |         |
|             | 4436-4435-4434-4433-4432-4431 |         |
|             | 4446-4445-4444-4443-4442-4441 |         |
|             | 4456-4455-4454-4453-4452-4451 |         |
|             | 4466-4465-4464-4463-4462-4461 |         |
|             | 4476-4475-4474-4473-4472-4471 |         |
|             | 4486-4485-4484-4483-4482-4481 |         |
|             | 4496-4495-4494-4493-4492-4491 |         |
|             | 4506-4505-4504-4503-4502-4501 |         |
|             | 4516-4515-4514-4513-4512-4511 |         |
|             | 4526-4525-4524-4523-4522-4521 |         |

备注：
- 鼠标指针悬停于车卡编号上方可查看原车卡编号（不適用於第三批增購的429-452編組）。
- 所有第三批列車已投入服務。
- 粉红色车卡表示该卡为女士优先车厢。

## 列车扩编
4號綫是当时深圳地铁二期线路中唯一采用四节编组列车的线路，却作为唯一的南北向的地铁干线，承载了大量进出关客流，包括通过5號綫在深圳北站转乘4號綫的客流以及通过深圳北站转乘高铁的客流。且由于4號綫上下班客流极大，导致4號綫高峰时段拥挤情况严重，引起乘客强烈不满。虽然港铁不断采取措施，包括运行高峰专列以及压缩间隔，以增大运能，但不少乘客仍希望列车尽早转换为6节编组，以更有效地缓解高峰拥堵现象。
2012年底，港铁(深圳)发布消息称决定大幅提前列车增编计划的实施，将全线列车由现在的4节改为6节编组。计划完成后，4號綫的高峰期运能将比目前增加50%。港铁负责人表示，预计首批改造完成的6节列车于安全测试后，最快可于2014年中旬投入使用。
2013年1月，市长许勤召开会议，要求港铁加快“四改六”进度。2013年1月，港铁（深圳）又发布消息称已在全面推进4號綫六节车厢列车增编计划，大幅度缩短采购、生产制造及测试等程序。
2014年1月26日起，首2列四改六列车投入运行，该两列分别命名为「深港相连号」（404編組）和「龙华号」（405編組）。将大大降低高峰时段的客流压力。截至2015年1月30日，最后一列4节编组列车退出正线服务，标志着4號綫全面回升至6节编组列车服务时代，比起原先预计在2015年3月全面完成工程为早。
在擴編工程中，本型列車擴編方式與港鐵機場鐵路Adtranz-CAF列車相似，即在各列列車的兩個單元中間，加入兩卡（一個單元）車廂（4XX3拖卡及4XX4集電弓動力車卡；而上行方向單元的原4XX3及4XX4車卡則一律更改編號為4XX5及4XX6），原有車廂無需水平反向180度及拆除任何組件。

## 图片集

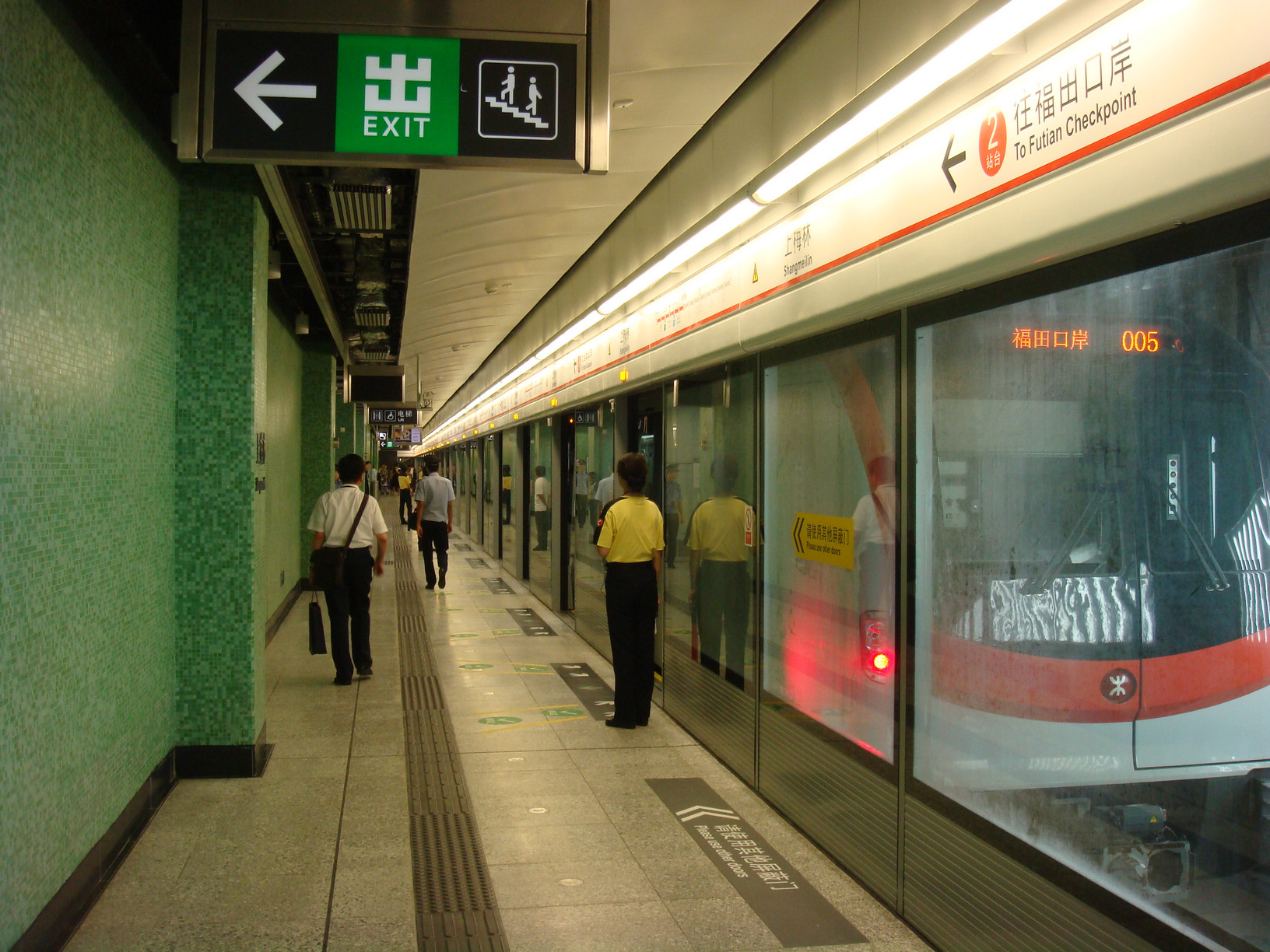
停泊在上梅林站的列车（图中为列车扩编之前的站台与列车。可以看到列车车头与港铁列车相同，上方亦有三位数字车序和运行终点站显示。如该图中的005；通常载客列车只会用小于040车序，而040或以上车序只用于进行动态测试或车务调动，而“福田口岸”则代表该列车运行的终点站。）
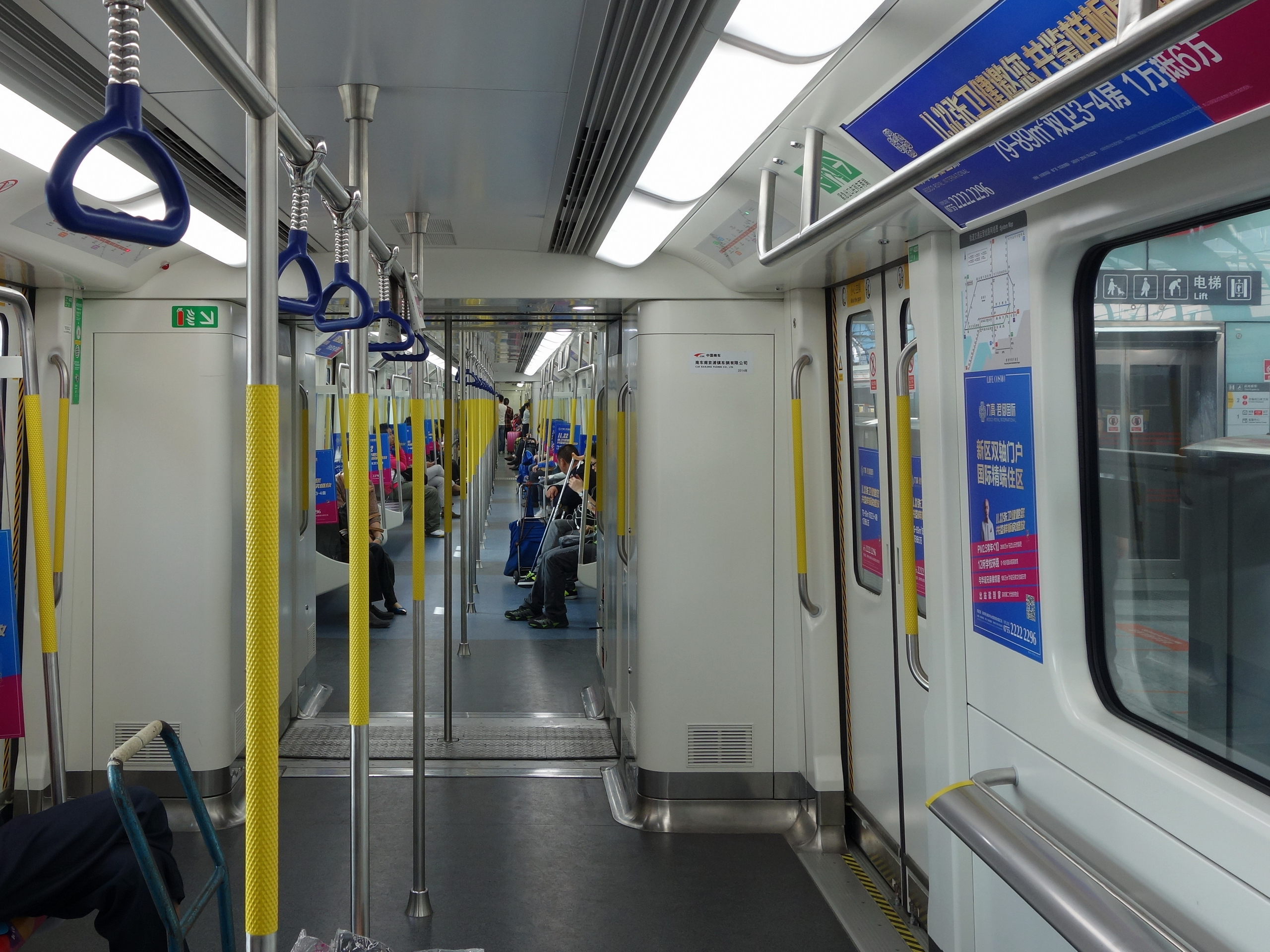
列车内部
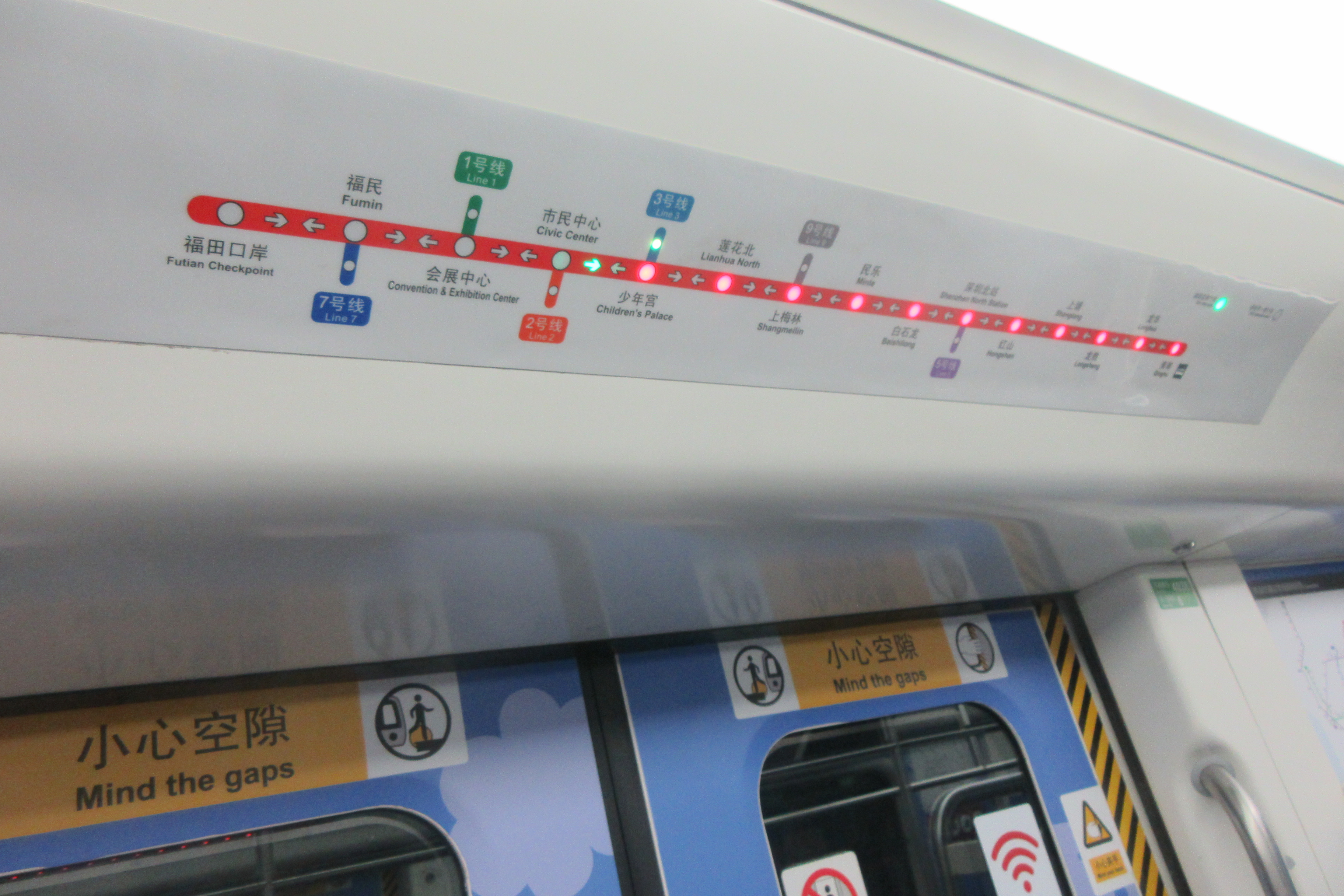
闪灯线路图（2019年）
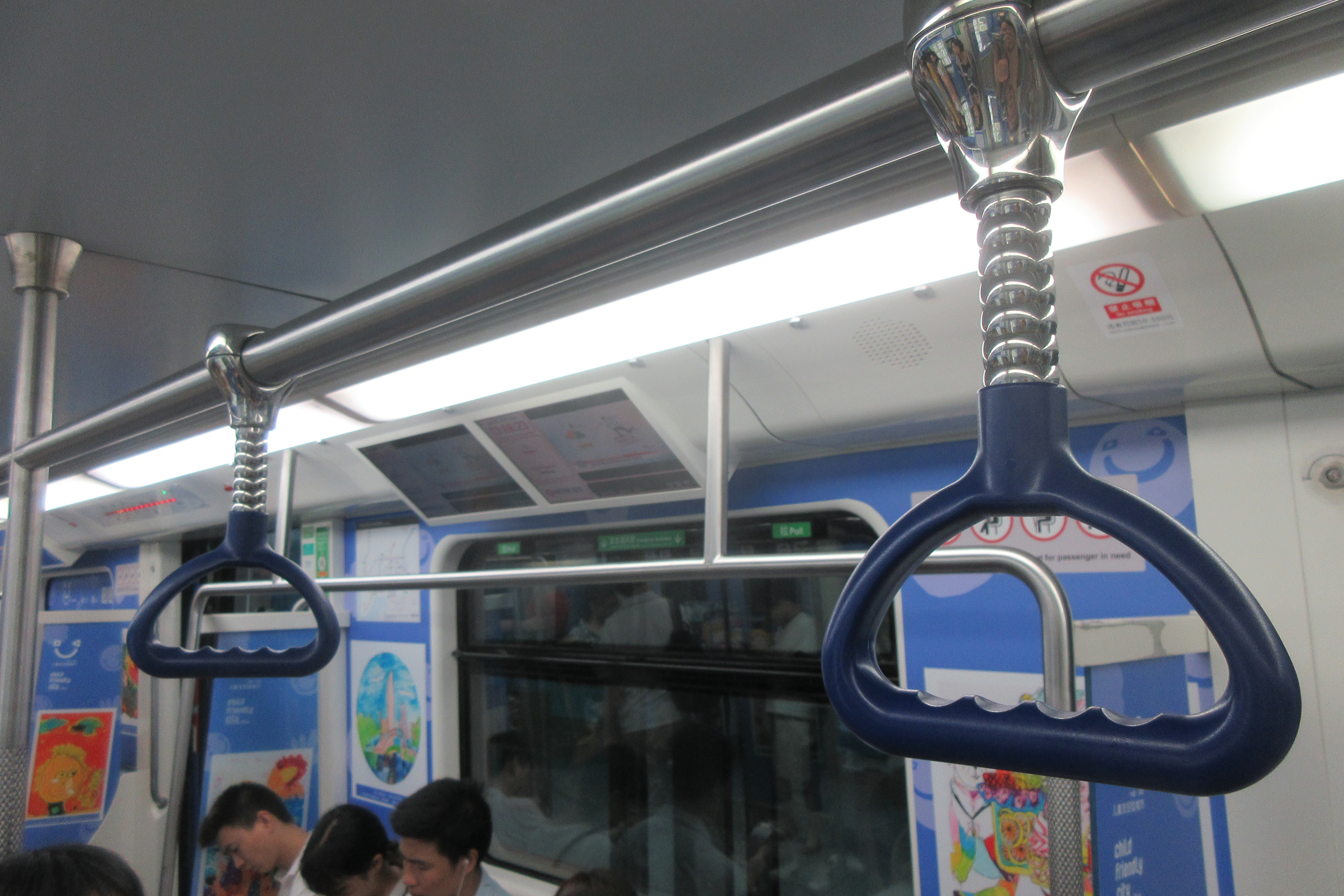
吊环式扶手